# Łysostopek kapuściany

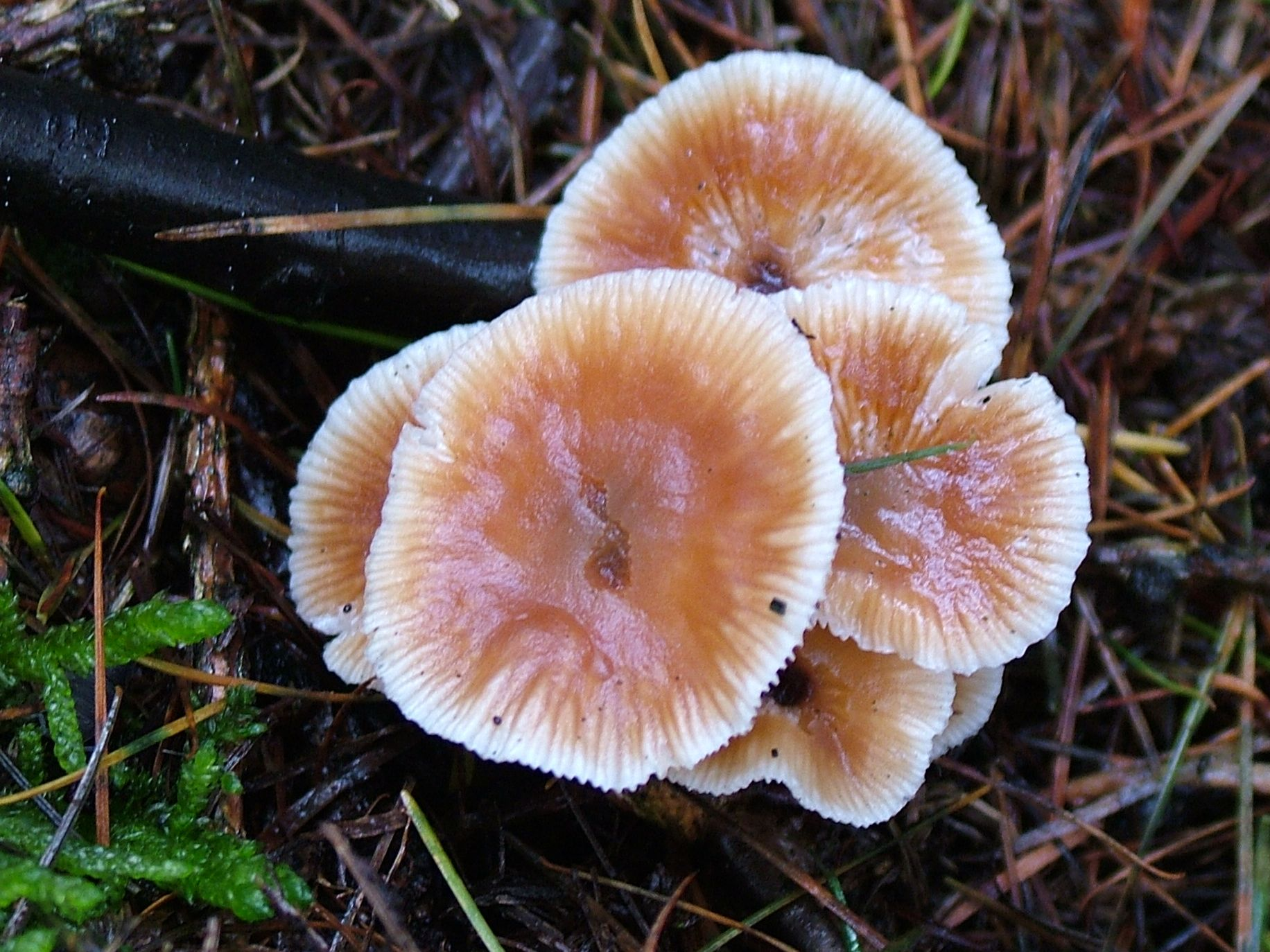

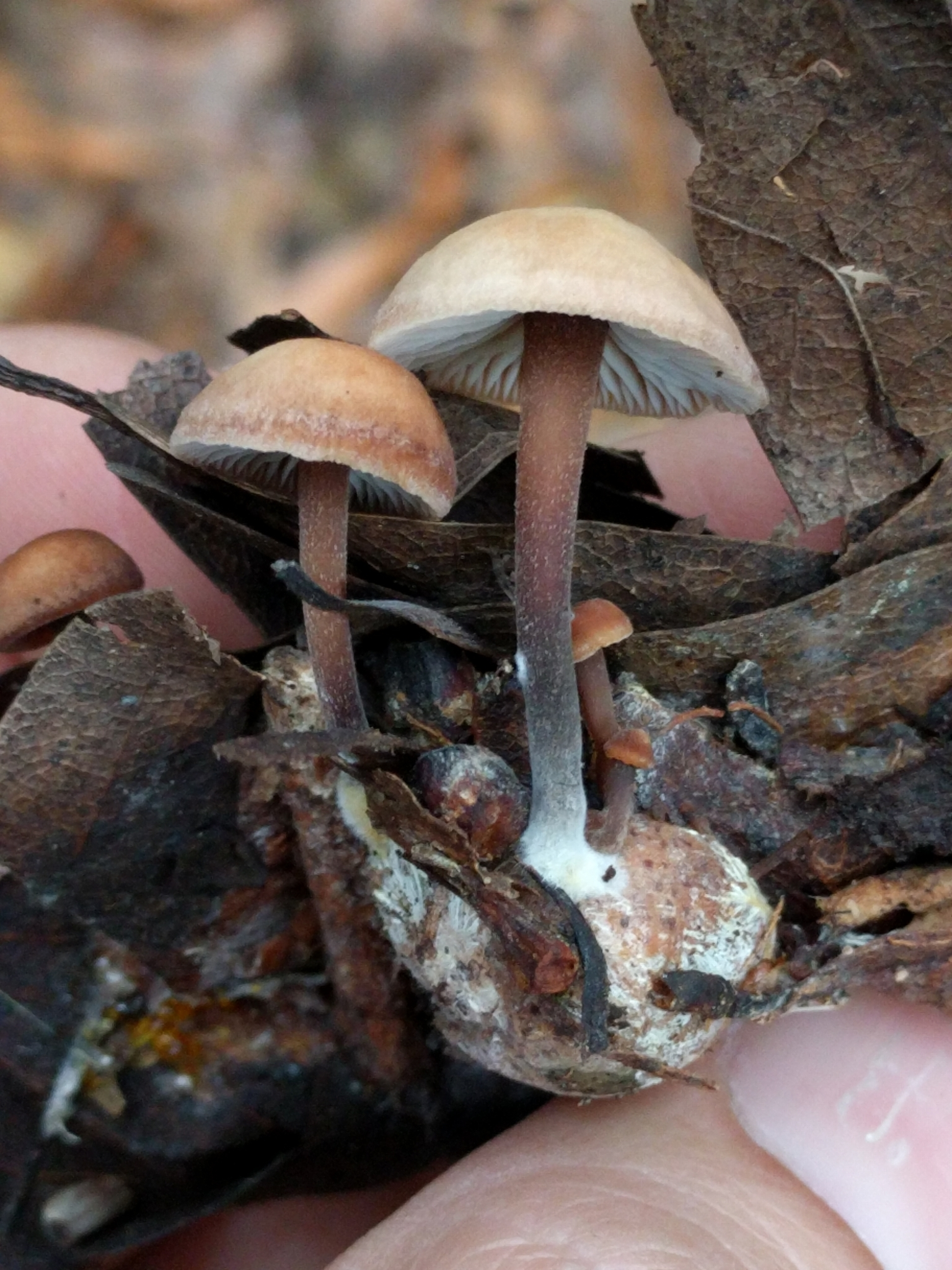

Łysostopek kapuściany (Gymnopus brassicolens (Romagn.) Antonín & Noordel.) – gatunek grzybów należący do rodziny podziemniczkowatych (Hymenogastraceae).

## Systematyka i nazewnictwo
Pozycja w klasyfikacji według Index Fungorum: Gymnopilus, Hymenogastraceae, Agaricales, Agaricomycetidae, Agaricomycetes, Agaricomycotina, Basidiomycota, Fungi.
Po raz pierwszy takson ten zdiagnozował w roku 1952 Henri Charles Louis Romagnesi, nadając mu nazwę Marasmius brassicolens. Później przez różnych mykologów zaliczany był do różnych innych rodzajów. Obecną, uznaną przez Index Fungorum nazwę nadali mu w 2008 r. Vladimír Antonín i Machiel Evert Noordeloos. Synonimy:
- Collybia brassicolens (Romagn.) Bon 1998
- Collybia cauvetii (Maire & Kühner) Singer 1943
- Collybia cauvetii (Maire & Kühner ex Hora) Singer ex Courtec. 2008
- Gymnopus brassicolens var. pallidus Antonín & Noordel. 1997
- Marasmius brassicolens Romagn. 1952
- Marasmius cauvetii Maire & Kühner 1936
- Micromphale brassicolens (Romagn.) P.D. Orton 1960
- Micromphale brassicolens var. pallidus (Antonín & Noordel.) Legon & A. Henrici 2005
- Micromphale cauvetii Maire & Kühner ex Hora 1960[2][2].

Polską nazwą zarekomendował Władysław Wojewoda w 2003 r.

## Morfologia
Kapelusz
Średnica 1–3 (4) cm, początkowo wypukły, potem spłaszczony, pofalowany, często z wklęsłym środkiem, higrofaniczny, prążkowany. Powierzchnia czerwonawo-brązowa, skórzastożółta, środek przeważnie ciemniejszy.
Blaszki
Przyrośnięte lub prawie wolne, z blaszeczkami, szarobrązowe, jasnoczerwonobrązowe. Ostrza ząbkowane, faliste.
Trzon
Nitkowaty, rowkowany, czerwonobrązowy, skórzastożółty, wierzchołek jaśniejszy, u nasady czarnobrązowy, łuskowaty i białawo oprószony.
Miąższ
Cienki, w kapeluszu brązowawy i galaretowaty, u podstawy trzonu czarnobrązowy. Zapach zgniłej kapusty, smak łagodny, ale nieprzyjemny. Nieprzyjemny zapach pochodzi on znajdującego się w grzybie kwasu lentinowego i kwasu epilentowego.
Cechy mikroskopowe
Zarodniki 5,2–6 × 4,2–4,7 µm.

## Występowanie i siedlisko
Twardziaczek kapuściany jest szeroko rozprzestrzeniony w Europie i USA, podano jego stanowiska także w Japonii i na Nowej Zelandii. W Polsce do 2003 r. jedyne jego stanowisko podał Stanisław Domański w 1977 r., w późniejszych jednak latach podano kilka nowych jego stanowisk. Bardziej aktualne stanowiska podaje internetowy atlas grzybów. Znajduje się w nim na liście grzybów zagrożonych, wartych objęcia ochroną.
Saprotrof występujący w lasach, zwłaszcza w młodych lasach sosnowych na próchniejącym drewnie i różnych odpadkach drzewnych.
Jest grzybem trującym, powodującym zaburzenia pokarmowe i ból głowy.